# Einkommensvolatilität
Einkommensvolatilität bezeichnet in den Wirtschaftswissenschaften das Maß, um das sich das Einkommen eines Individuums oder eines Haushalts wahrscheinlich ändern kann. Nach Donald R. Haurin benutzt man den Variationskoeffizienten des jährlichen Nettoeinkommens eines Haushalts über die Zeit. Erste Arbeiten zu dem Thema gehen auf Bruce A. Moffitt, Peter Gottschalk und Jacob S. Hacker zurück, die in den 1990er Jahren mit der Untersuchung des Themas begannen.
Naheliegenderweise werden hier insbesondere Einkommensveränderungen nach unten als problematisch angesehen, bspw. im Zusammenhang mit Kreditwirtschaft (Kreditrisiko) und der Leistungsfähigkeit sozialer Sicherungssysteme. Konjunkturpolitisch spielt Einkommensvolatilität insofern eine Rolle, als eine Anhebung der Nettoeinkommen (z. B. durch Lohnerhöhungen oder Steuerentlastungen) vor dem Hintergrund hoher Einkommensvolatilität nicht sofort zu erhöhter Binnennachfrage führt.
In den USA nahm die Volatilität zwischen 1978 und 2000 um 88 % zu. Einkommen der US-Mittelklasse in den 70er-Jahren schwankten um 16 % p. a., in den 90er-Jahren aber bereits um 30 %. Im unteren Fünftel der Gesellschaft nahm die Schwankung im gleichen Zeitraum von 25 % auf 50 % zu.
Eine Studie in zwölf EU-Staaten zeigt, dass hohe Einkommensvolatilität das Kreditausfallrisiko für Immobilienkredite deutlich erhöht, auch bei Beziehern hoher Einkommen. Die Verfasser der Studie gehen davon aus, dass die Volatilität, nicht die absolute Höhe eines Einkommens ein Indikator für hohes Ausfallrisiko ist.
Steuerexperten weisen darauf hin, dass bei einer progressiven Besteuerung des Einkommens die Bezieher volatiler Einkommen auf längere Sicht eine höhere Steuerbelastung tragen als die Bezieher gleichmäßiger Einkommen.